# Arnold Krog
Arnold Emil Krog (18. marts 1856 i Frederiksværk – 7. juni 1931 i Tisvildeleje) var en dansk arkitekt, maler og professor. Han fik stor indflydelse på dansk porcelæn og kunsthåndværk gennem sin indsats på Den kongelige Porcelænsfabrik. 

## Uddannelse
Arnold Krog blev født i Frederiksværk som søn af inspektør på Frederiksværk, senere fabrikejer Hans Jacob Grøgaard Krog og Jenny f. Meyer; en søster til højesteretsdommer Fritz Meyer. Han tog realeksamen 1871, var i lære hos murermester C. Wienberg Eft. 1871 og sommeren 1872, besøgte C.V. Nielsens Tegneskole vinteren 1872-1873, og var i lære hos murermester Krase sommeren 1873 (sammen med Hack Kampmann). Han blev dimitteret til Kunstakademiet af C.V. Nielsen, optaget i almen forberedende klasse marts 1874 og tog afgang som arkitekt marts 1880. Hans efteruddannelse fandt sted på Ludvig Fengers tegnestue, senere hos Ferdinand Meldahl, og han deltog 1877-1878 (sammen med Martin Nyrop, Hack Kampmann og Martin Borch) i Kronborgs opmåling under ledelse af Hans J. Holm, arbejdede 1878-1881 under Ferdinand Meldahl og Heinrich Hansen på Fredensborgs indre udsmykning (Riddersal og Kongefløj) i begyndelsen sammen med Kampmann, senere som leder at tegnekontoret. Han arbejdede på Henrik Hagemanns tegnestue 1883, og indrettede en maurisk sal i Panoptikonbygningen og indrettede samme år en privatlejlighed for grosserer William Salomonsen i Rosenborg-stil.

## Kunstnerisk debut og succes
Men snart skiftede hans karriere spor. I oktober 1884 antoges han, anbefalet af xylograf F. Hendriksen, på prøve ved Fajancefabrikken Aluminia og Den kongelige Porcelainsfabrik, hvor han i januar 1885 ansattes af direktør Philip Schou som kunstnerisk leder, senere kunstnerisk direktør 1891-1916. Han var direktør for fabrikken fra 1910.
Krog havde i de første år efter sin afgang arbejdet som arkitekt i en let, dekorativ stil under påvirkning af ornamentikken fra Fredensborg og Kronborg, havde studeret majolikadekoration og under et ophold i Italien 1882-1883 gjort arkitekturstudier i Venedig, Rom og Pompeji og gjort sig bekendt med italiensk renæssance.. Krog havde ingen andre forudsætninger for at arbejde med porcelæn end sit kunstneriske instinkt og brød således straks lettere med den gængse forestilling om, hvordan kongeligt porcelæn skulle se ud. Fabrikken førte på dette tidspunkt en beskeden tilværelse, støttende sig til de klassicistiske traditioner fra G.F. Hetschs periode med forkærlighed for overglasurdekorationer. Gammel delfterfajance og en musselmalet tallerken fra fabrikkens første tid, hvis stoflige skønhed han beundrede, viste Krog vejen til en fornyelse af porcelænet, og allerede før han i Paris 1886 – på rejse med William Salomonsen – fik et stærkt indtryk af japansk porcelæn i S. Bings samling, havde han i virkeligheden skabt det danske underglasurmaleri. 1885 besøgte han Verdensudstillingen i Antwerpen og var i London sammen med Philip Schou.
Sammen med sine medarbejdere fandt Krog en særlig malerisk teknik, hvorved porcelænets egen skønhed understregedes af den blå, underglasurfarve, der i sin blide slørede karakter kendetegner hele epoken. Efter enkelte forsøg i delftermanér eller med påvirkning fra samtidig fransk porcelænskunst kom han til den afgørende idé: det naturalistiske danske landskabsbillede. Samtidig omskabte han porcelænets form, gik bort fra ældre modellers knækkede empirelinjer og benyttede glatte, glidende former, der gav store flader at male på. Hermed var den fornyelse af porcelænet sket, der skabte dansk kunstindustris berømmelse i udlandet, og som første gang blev fastslået ved Verdensudstillingen i Paris 1889. På den senere verdensudstilling i 1900 i samme by fik fabrikken Grand Prix og det danske porcelæn blev igen udstillingens hovedbegivenhed. Krogs egenhændige arbejder fra 1880'erne og 1890'ernes begyndelse er nu sjældne, idet størsteparten straks blev solgt i udlandet.
Krog øvede også på andre områder stærk indflydelse på fabrikkens produktion. Han genoptog det ældste københavnske porcelæn (1906), den naturalistiske porcelænsplastik og fremstillingen af stentøj, fornyede modellerne til det musselmalede stel og bandt stadig nye kunstneriske kræfter til fabrikken. Krog har desuden givet tegninger til møbler, metalarbejder og bogbind.
Han besøgte i 1910 Ceylon og var senere på rejser til Sydfrankrig. Krog tog afsked fra fabrikken i 1916 og boede derefter i Tisvilde, hvor han dyrkede maler- og radererkunsten.. 
Krog modtog Kunstakademiets stipendium i 1891 (2000 kr., som blev afstået 1892). Han blev udnævnt til titulær professor 1892, og blev Ridder af Dannebrog og af Æreslegionen.
Han var jurymedlem ved Verdensudstillingen i Paris 1889, medlem af Kunstakademiets plenarforsamling 1911, af Kunstakademiets Skoleråd 1911-1914, af Akademiraadet 1911-1919 og af The American Scandinavian Foundation's danske komite 1914.
Han blev gift 8. september 1882 i Hvedstrup med Euphemia Magdalene Henningsen (15. december 1852 i København – 11. juli 1939 på Farumgaard), datter af farvehandler, grosserer Frants Christian Ludvig H. og Hilda Christine Charlotte Schou. Han er begravet på Vinderød Kirkegård.

## Værker som arkitekt
- Maurisk sal i Panoptikonbygningen (1883, nedrevet)
- Indretning af privatlejlighed for grosserer William Salomonsen (1883)
- Havepavillon i Førslevgårds park
- Arnekrogen, Ved Gærdet 13, Tisvilde (indviet 1910)
- Eget sommerhus Krogsbo, Ved Gærdet 15, Tisvilde (1911, ombygget)

## Dekorative arbejder
- Vase monteret på bronzebord, formet af Ludvig Brandstrup (porcelæn, gave 1892 til Christian 9.s guldbryllup, Amalienborgmuseet)
- Myten om kong Skjold, taffelopsats i 5 dele (sølv, udført af A. Michelsen, gave 1892 til samme, Amalienborgmuseet)
- Danmarksfontæne (porcelæn, opstillet 1920, Fredspaladset i Haag)
- Gravsten over Frans Schwartz (1919-20, Assistens Kirkegård, København)

## Værker i porcelæn
- Mokkakande (1885, Royal Copenhagen Museum)
- Vase med stork (1886, Hertugen af Sutherland og Kunstindustrimuseet)
- Fad med snelandskab (1886, Royal Copenhagen Museum)
- Fad med ålandskab (1886, Royal Copenhagen Museum)
- Fad i blåt og guld (1886, Kunstindustrimuseet)
- Fad med fugl og fisk (1887, Kunstindustrimuseet)
- Vase med bølge og flyvende måger (1887-88, Kunstgewerbemuseum, Hamborg)
- Vase med rokokoornamenter (1887, Royal Copenhagen Museum)
- Vase med fisk hængt til tørre (1887, stafferet med guld, Royal Copenhagen Museum)
- Sommernat ved Øresund (vægdekoration 1887, i lejlighed, Tordenskjoldsgade 1, København, for Bernhard Hirschsprung)
- Krukke med snevejrsmotiv (1888, Kunstindustrimuseet)
- Vase med siddende stork i regnvejr (1889, Kunstindustrimuseet)
- Fad med selvportræt (1889, Kunstindustrimuseet)
- Fad med gedde, der har bidt på krogen (1892, Kunstindustrimuseet)
- Fad med frø (krystalglasur, 1893-95, sammen med Erik Nielsen, Kunstindustrimuseet)
- Fad med åkandeblomst (1894, sammen med Erik Nielsen, Nationalmuseum, Stockholm)
- Forlæg, bl.a. akvareller, m.v. i Royal Copenhagen Museums arkiv.

## Billedkunst
- Ved molen, Tisvildeleje (ca. 1900, Vejby-Tibirke Selskab)
- Landskab med flyvende ænder (radering, 1913, Kobberstiksamlingen)
- Fyrretræer, Tisvilde (radering, 1914, Kobberstiksamlingen)
- Gammelt fyrretræ med musvåge (radering, udstillet 1919)
- Domkirken i Evreux (som forannævnte)

## Skriftlige arbejder
- Lande og Folk I, 1910, 702-11
- Architekt Martin Nyrop 1849-1919, 1919, 71-79 (erindringer)
- Gads danske Magasin, 1926, 152-66 (erindringer)
- Nyt Tidsskrift for Kunstindustri, 1931, 37-44.

## Udstillinger

### Porcelænsarbejder
Udstilling af Den kgl. Porcelainsfabrik på talrige udstillinger, de vigtigste:
- Den Nordiske Industri-, Landbrugs- og Kunstudstilling i Kjøbenhavn 1888
- Verdensudstillingen i Paris 1889
- Verdensudstillingen i Paris 1900
- Dänischer Ausstellung, Berlin 1910-1911
- Works by Modern Danish Artists, Brighton 1912
- Danish National Exhibition, Brooklyn Museum, New York City 1927
- Septemberudstilling i Kunstindustrimuseet i København 1931

### Som maler og raderer
- Charlottenborg Forårsudstilling i 1887, 1891, 1916, 1919-1921, 1923.
- Kleis' Kunsthandel 1919, 1923.